# Neuvy-le-Roi
Neuvy-le-Roi település Franciaországban, Indre-et-Loire megyében. Lakosainak száma 1061 fő (2022. január 1.). Neuvy-le-Roi Bueil-en-Touraine, Chemillé-sur-Dême, Épeigné-sur-Dême, Neuillé-Pont-Pierre, Saint-Paterne-Racan és Beaumont-Louestault községekkel határos.

## Népesség
A település népességének változása:
| Lakosok száma | 1096 | 992  | 1001 | 1168 | 1112 | 1077 | 1078 | 1081 | 1077 | 1061 |
|               | 1968 | 1982 | 1990 | 2006 | 2013 | 2015 | 2017 | 2019 | 2020 | 2022 |